# Lichenopeltella ramalinae
Lichenopeltella ramalinae är en lavart som beskrevs av Etayo & Diederich 1997. Lichenopeltella ramalinae ingår i släktet Lichenopeltella och familjen Microthyriaceae.   Inga underarter finns listade i Catalogue of Life.